# Edifici Alcide de Gasperi
L'Edifici Alcide de Gasperi (en luxemburguès: Alcide-De-Gasperi-Gebai; en francès: Bâtiment tour Alcide-De-Gasperi) és un gratacel situat a la ciutat de Luxemburg, al sud de Luxemburg. Les seves 23 plantes i la seva alçada total de 77 m en feren l'edifici més alt de Luxemburg durant un temps. Es troba a Kirchberg, al nord-est de la ciutat. Es començà a construir el 1960 i fou culminat el 1965. Es tracta d'un complex d'oficines propietat de la Unió Europea.